# لورينزو بالداساري
لورينزو بالداساري  (بالإيطالية: Lorenzo Baldassarri) مواليد 6 نوفمبر 1996 في إيطاليا، هو متسابق دراجات نارية إيطالي.

## روابط خارجية
- لورينزو بالداساري على موقع MotoGP.com (الإنجليزية)
- لورينزو بالداساري على موقع WorldSBK.com (الإنجليزية)
- لورينزو بالداساري على موقع CONI honoured athlete website (الإيطالية)
- لورينزو بالداساري على موقع AS.com (الإسبانية)